# 同安厝 (臺中市烏日區)
同安厝，是臺灣臺中市烏日區的一個傳統地域名稱，位於該區西南部。相較於今日行政區，其範圍大致包括螺潭里不含最北端及東南部凸出部分、溪尾里不含東部近邊界地帶中南段，以及彰化縣彰化市福田里東北部凸出部分的東部中段。

## 歷史
台灣清治末期至日治初期，同安厝地區為一街庄，稱為「同安厝庄」，隸屬於貓羅堡。該庄輪廓南北狹長，北與烏日庄為鄰，東與溪心垻庄、喀哩庄為鄰，南邊為下茄荖庄、社口庄，西邊為舊社庄、快官庄、田中央庄。
1901年（日治明治三十四年）11月，全台廢縣廳改設二十廳，該庄隸屬於臺中廳。1903年（明治三十六年）6月，該庄編入「芬園區」，隸屬於臺中廳。1909年（明治四十二年）10月，合併二十廳為十二廳，該庄改編入「溪心垻區」，仍隸屬於臺中廳。1920年（大正九年），全台地方制度大改正，廢十二廳改設五州二廳，該庄改制為「同安厝」大字，隸屬於臺中州大屯郡烏日庄。
戰後烏日庄改制為烏日鄉，隸屬於臺中縣，大字亦改制為村。1950年10月，中、彰、投分治，烏日鄉仍隸屬臺中縣。2010年12月，臺中縣市合併為直轄臺中市，烏日鄉改制為烏日區，村亦改制為里。

## 聚落
本地區發展較早的聚落有同安厝、溪尾藔、匏厝等，在日治期初期的官方地圖上已有記載。此外，本地區尚有相思埔、朱厝、牛羅崁、庄仔、高厝等聚落。

## 交通
國道3號是貫穿台灣西部的兩條縱向高速公路之一，大致先以西北西—東南東走向轉西北—東南走向蜿蜒經過本地區北部。境內未設交流道，西北側最近的是省道台74線交會處的快官交流道，東南側最近的是環中路八段交會處的烏日交流道，由此等可快速前往台灣西部各地。
區道中120線（溪岸路、護岸街）是溪尾至溪尾寮的道路，其西北側端點位於本地區中部偏西南的貓羅溪便橋南側。由此向南南東經區道中121線起點路口後，止於臺中市、彰化縣邊界處。本區道為昔日跨縣市鄉道中彰投120線的北段，中段改編為鄉道彰188線，南段改編為鄉道投92線。
區道中121線（溪岸路）是溪尾寮至溪尾村的道路，其北側端點位於本地區南部區道中120線路口。由此向南蜿蜒而行，止於臺中市、彰化縣邊界處。本區道為昔日跨縣市鄉道中彰121線的北段，南段改編為鄉道彰189線。

## 學校
- 溪尾國小